# Club de Deportes Antofagasta
Maillots
Actualités
Dernière mise à jour : 4 février 2012.
Le Club de Deportes Antofagasta est un club de football chilien basé à Antofagasta.

## Historique
- 1966 : fondation du club par fusion de Unión Bellavista et de Portuario Atacama sous le nom de Club de Deportes Antofagasta Portuario, AP
- 1968 : le club monte pour la première fois en 1re division (18 janvier 1968)
- 1974 : le club est renommé Club Regional Antofagasta, CRA
- 1979 : le club est renommé Club de Deportes Antofagasta, CDA

## Anciens joueurs
- Mario Véner
- Elson Beiruth
- Bryan Carvallo
- Marco Cornez
- Hugo Droguett
- Ismael Fuentes
- Patricio Galaz
- Juan Carlos Letelier
- Paulo Magalhaes
- Juvenal Olmos
- Juan Carlos Orellana
- Alejandro Osorio
- Erick Pulgar
- Pedro Reyes
- Sergio Salgado
- Francisco Valdés
- Pablo Melgar
- Gabriel Caballero
- Wálter Peletti
- Daniel Arismendi